# マドモアゼル モーツァルト (アルバム)
『マドモアゼル モーツァルト』は、小室哲哉が1991年にリリースしたミュージカル『マドモアゼル モーツァルト』のサウンドトラック。

## 解説
- 音楽座からオファーが来るまでは、日本のミュージカルの現状は一般的な知識しか持ち合わせておらず、劇団四季以外にも興行として成立しているミュージカル劇団があったことにすら小室にとっては驚きだった。音楽座の「シャボン玉とんだ宇宙までとんだ」を見た小室が「裏を探る様な見方をするのを忘れる程響いた」と感動し、それがきっかけとなりオファーを受けた[1]。
- TMの「EXPO」のレコーディングが終了してから作業に入った。1週間で2時間の上映時間に対しての14～15曲ができた。ミュージカル向けの楽曲の本来の制作方法に合わせ、小室の曲が出来上がった後に脚本の筋を変えたり、舞台美術のイメージを決定していき、小室も既に作った曲をシーン毎に組み替えたり、アレンジし直したり、振り分け・流れに意見を出した。最後の楽曲のレコーディングが終わったのは舞台初日の2日前のことだった[2]。
- 台本を頭に入れつつも、見ない状態で1曲作った後、そこから広げる様に全ての楽曲を作り上げた[3]。アルバム収録用の楽曲とミュージカルのみに使用される楽曲を頭の中で切り替えながら制作した[1]。その後、舞台用の音源のレコーディングが終わった直後にスタジオ音源制作のために改めてアルバムのセットリストをミュージカルのみに使用された楽曲も含めて再構成され、編曲し直した後に新しくレコーディングが行われた。その最中は「メロディのモチーフが同じなだけで、叩き台・デモテープ・舞台用の音源・CD用の音源とその都度全くの新曲をレコーディングする」つもりで取り組んだ[2]。その作業を通して、小室は「僕は作曲家としてまだまだ良いメロディが書ける」と再確認したが[4]、V2のレコーディングと「Tour TMN EXPO」と並行していたため、ツアー先の秋田で過労で入院してしまった[2]。
- 本作の制作を通して、小室は「ミュージカルには、めくるめく場面や雰囲気がどんどん変わっていく曲作りができる感覚が必要。『ロック・バラードは巧いけど他のジャンルは作れない』とか『ビートもの以外は苦手』な人は無理だということを実感した。シングル制作はめくるめくシーンの中からワンシーンだけを取り出して、それを強烈にデフォルメすることに過ぎない」と語った[2]。
- 所々にヴォルフガング・アマデウス・モーツァルトのフレーズをサンプリングしている。
- ライナーノーツのSpecial thanks欄に「浅倉大介」の表記がある。

## 曲目
全作曲・編曲：小室哲哉
1. マドモアゼル・モーツァルトのテーマ
  - コンセプトは「ミュージカルのオープニングを髣髴とさせるような煌びやかなテーマで、今のポップスには無い音」を目指した[5]。
2. Feel The Musical Box
  - フランツ・ヨーゼフ・ハイドンの「びっくりシンフォニー」をイメージした[5]。
  - 女性の主人公が父に「男として作曲家をやれ」と髪を切ろうとして追い回されるシーンで使われた[5]。
  - 小室は「媒体がミュージカルだからこそ出来た曲」と振り返っている[5]。
3. ある音楽家へのエピタフ
  - 映画「アマデウス」のラストシーンの「派手で明るくて華麗な音楽とは裏腹な、寂しい晩年」「人生の起伏を全て辿る様な感じ」のイメージを拝借し、小室は「一番幻想的な仕上がり」と語っている[5]。
4. 永遠と名づけてデイドリーム
  - 作詞：坂元裕二
  - 「1曲だけは歌付きの曲にしたい」と思いながら制作し、メロディもすごく気に入り、且つ歌いやすかった為に本楽曲を選んだ[5]。
  - 歌詞の中の主人公は「小室でも、モーツァルトでも、無名の一人の芸術家でもある」という誰にでもなりえるように注文した[5]。
  - 小室はモーツァルトに自己投影して作った。「ある種のラブソング」とのこと[5]。
5. Love 〜insert:Sonata for Piano No.11K 331 by Wolfgang Amadeus Mozart〜
  - コンセプトは「コンスタンツェ・モーツァルトに捧げる曲」「ミュージカル向きかどうかは別として、ラブソングを作る」「トルコ行進曲をラブソングにする」ことだった[5]。
6. Mozart In The House
  - コンセプトはタイトル通り「ハウスにモーツァルトが入ってしまった感じ」を出した[5]。
  - レコーディングチームの若手スタッフにリズムトラックを作ってもらい、その後小室がターンテーブル等を使って音を乗せた[5]。
7. Great Happenings
  - どんどん場面が変わっていくような展開のインスト曲[5]。
  - 小室が個人的にアルバムの中で1番好きな楽曲であり、「キーボーディストとして、とても楽しめた」と語っている[5]。
8. サリエリのテーマ
  - コンセプトは「ハウスにニューエイジ・ミュージックを足した感じ」「アントニオ・サリエリの悲しさと男性としての魅力」を出す様にした[5]。
9. 1991
  - コンセプトは「ピアノは独学で習ったことが無いので、自分の成長を記録して置く」という意味合いを込め、「『雫』と聞き比べて欲しい」と語った[5]。

## クレジット
- Produced, Piano, Keyboards, Synclavier, Vocals : 小室哲哉
- Co-Produced : 岩代太郎(#4,8,9除く)
- Orchestration : 岩代太郎(#1)・荻野清子(#2)・中川善裕(#3)・三宅一徳(#5)・由宇あおい(#6,7)
- Conducted : 坂本和彦
- Orchestra co-ordination : おかたにはるお
- Acoustic Guitar : 葛城哲哉(#4)
- Programming, Additional arrangement(#8) : 久保こーじ
- Synclavier operated : 秋葉淳
- Synclavier operated Assisted : 高橋拓也
- Mixed : Steve Nye
- Engineer : 飯島周城, 伊藤隆司, 吉田保
- Mastered : 小林光晴
- A&R : 山口三平, 大竹健(London), 長井延裕
- Promotion : 篠原廣人
- Art Director : 高橋伸明
- Design : よしだとしき
- Photography : 大川直人
- Executive Producer : 小坂洋二